# Prochlorococcus marinus
Prochlorococcus marinus ist die einzige bekannte und wissenschaftlich beschriebene Art der Gattung Prochlorococcus. Es ist ein vorwiegend marin verbreitetes, Photosynthese betreibendes, einzelliges Cyanobakterium. Prochlorococcus gehört zu den kleinsten bekannten photoautotrophen Organismen und damit zum sog. Picoplankton. Aufgrund seiner hohen Konzentration in weiten Bereichen der Ozeane ist er nach aktuellem Forschungsstand das Lebewesen mit der höchsten Individuenanzahl und zugleich das am weitesten verbreitete Lebewesen der Erde und spielt bei der Primärproduktion organischer Stoffe eine besonders große Rolle.

## Merkmale

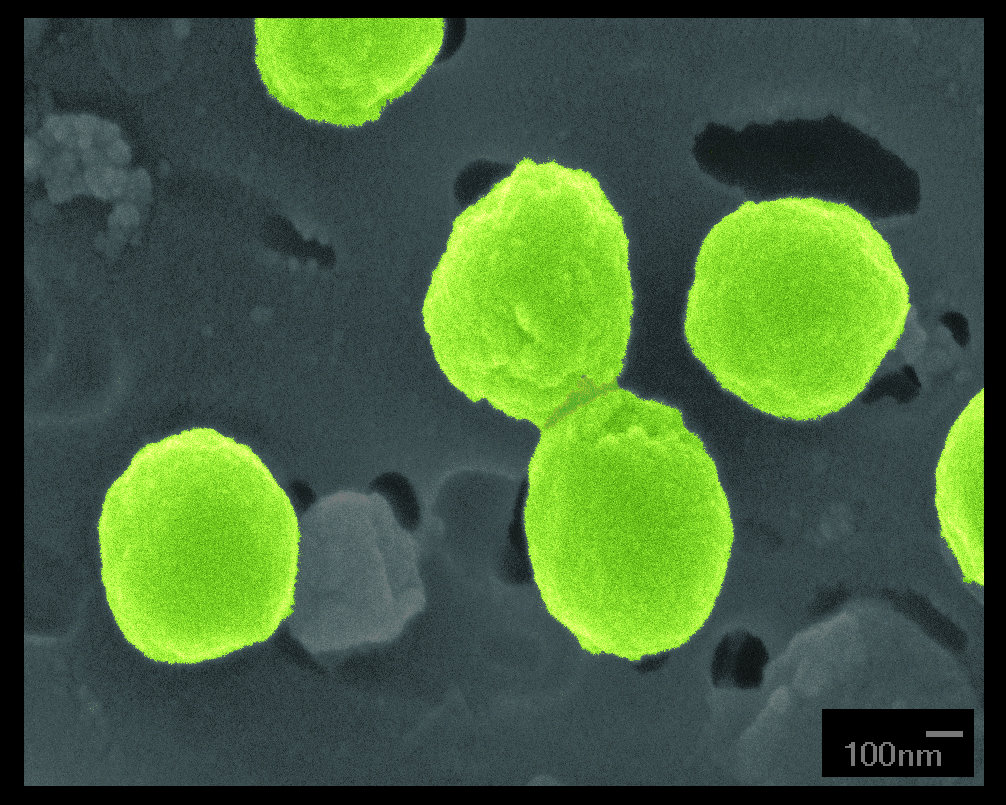
Prochlorococcus, kolorierte SEM-Aufnahme

Die Zellen sind mit 0,5 bis 0,8 µm Durchmesser – verglichen mit anderen Cyanobakterien – klein. Sie gehören damit zu den kleinsten bekannten Photosynthese betreibenden Organismen und werden dem Picoplankton zugeordnet.
Die Licht absorbierenden Pigmente (Photosynthesepigmente) von Prochlorococcus bestehen hauptsächlich aus Chlorophyll a2 (Chl a2) und b2 (Chl b2), dies sind Divinyl-Derivate der in Pflanzen vorkommenden Chlorophylle a und b. Mono-Vinyl-Chlorophylle kommen jedoch nicht vor.
Das Genom von Prochlorococcus marinus wurde vollständig sequenziert.
Die Analyse der Genomsequenzen von 12 Prochlorococcus-Stämmen zeigt, dass 1.100 Gene allen Stämmen gemeinsam sind und die durchschnittliche Genomgröße bei etwa 2.000 Genen liegt.
Im Gegensatz dazu haben eukaryotische Algen über 10.000 Gene.

## Verbreitung
Prochlorococcus ist zahlenmäßig nach aktuellem Kenntnisstand der häufigste und am weitesten verbreitete Organismus der Erde. Er kommt hauptsächlich in den Ozeanen zwischen den Breitengraden 40° N und 40° S in den oberen 100 bis 150 m vor, und zwar vor allem in nährstoffarmen (oligotrophen) Bereichen mit einer Wassertemperatur von mindestens 10 °C. Dabei erreicht er Konzentrationen von 1·105 bis 3·105 je Milliliter und 1011 bis 1014 je Quadratmeter und stellt einen beträchtlichen Anteil des Bakterioplanktons aller Ozeane dar.

## Lebensweise und Ökologie
Als photoautotropher Organismus steht Prochlorococcus am Beginn der Nahrungskette und ist für einen wesentlichen Teil der marinen Primärproduktion verantwortlich. Die Zellen teilen sich unter natürlichen Bedingungen im Mittel einmal täglich. Das bedeutet, dass jeden Tag 50 Prozent der gesamten Prochlorococcus-Biomasse in die marinen Nahrungsnetze eintreten.
Prochlorococcus besiedelt hauptsächlich zwei ökologische Nischen: Neben oberflächennah lebenden Populationen findet man Photosynthese betreibende Zellen auch bis in Tiefen von über 150 Meter. Hier stehen weniger als 1 Prozent der oberflächennahen Lichtintensität zur Verfügung und das Elektromagnetische Spektrum des Lichtes enthält nur noch den Blauanteil. Diese an Schwachlicht adaptierten Zellen verfügen über Antennenpigmente, die auch blaues Licht geringer Intensität absorbieren können und ein Überleben ermöglichen. Entsprechend werden die Bakterien in zwei Gruppen eingeteilt: Mitglieder der low light (LL)-Gruppe besitzen ein höheres Verhältnis von Chlorophyll b2 : a2 als Mitglieder der high light (HL)-Gruppe. Die Gruppen unterscheiden sich außerdem in ihren Stickstoff- und Phosphatanforderungen sowie in ihrer Sensibilität gegenüber Kupferverbindungen und Viren.
Hochlichtadaptierte Stämme bewohnen Tiefen zwischen 25 und 100 m, während niedriglichtadaptierte Stämme Gewässer zwischen 80 und 200 m bewohnen. Diese Ökotypen können anhand der Sequenz ihres ribosomalen RNA-Gens unterschieden werden.

## Forschungsgeschichte
Die frühesten Hinweise auf sehr kleine Chlorophyll-b-haltige Cyanobakterien im Ozean stammen aus den Jahren 1979
und 1983.
Die Gattung Prochlorococcus wurde 1986 von Sallie W. (Penny) Chisholm (Massachusetts Institute of Technology), Robert J. Olson (Woods Hole Oceanographic Institution) und weiteren Mitarbeitern in der Sargassosee mittels Durchflusszytometrie entdeckt.
Für die Entdeckung wurde Chisholm 2019 mit dem Crafoord-Preis ausgezeichnet.
Die erste Kultur von Prochlorococcus wurde 1988 in der Sargassosee isoliert (Stamm SS120) und kurz darauf wurde ein weiterer Stamm aus dem Mittelmeer gewonnen (Stamm MED).
Der Name Prochlorococcus wurde gewählt, weil man ursprünglich annahm, dass Prochlorococcus mit Prochloron und anderen Chlorophyll b enthaltenden Bakterien, sodass auch die hier verwendete Systematik nach NCBI die Gattung in die Prochlorophyten (Prochlorales) einreihte.

## Systematik

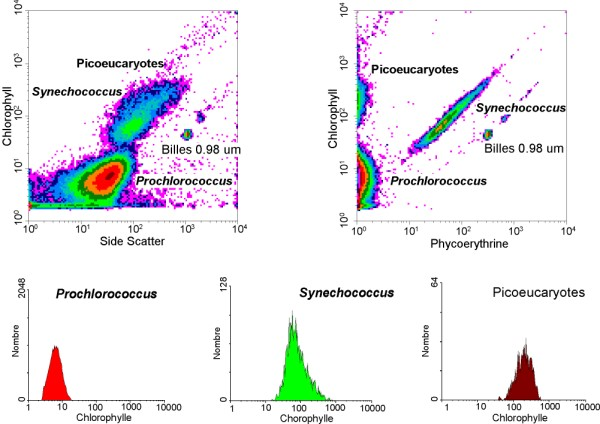
Durchflusszytometrie einer Meerwasserprobe, in der drei Picoplanktongruppen erkennbar sind (Prochlorococcus, Synechococcus und Pico-Eukaryoten)

Inzwischen ist aber bekannt, dass die Prochlorophyten (wiss. Prochlorophyta) mehrere separate phylogenetische Zweige innerhalb der Cyanobakterien bilden.
Anhand der rRNA-Sequenzen erkannte man, dass es sich bei Prochlorococcus um eine eigenständige Gruppe unter den Cyanobakterien handelt, die zwar die Divinyl-Derivate von Chlorophyll a und b, aber keine Mono-Vinyl-Chlorophylle enthalten. Prochlorococcus ist der einzige bekannte sauerstoffhaltige phototrophe Wildtyp, der kein Chl a als Hauptphotosynthesepigment enthält, und ist der einzige bekannte Prokaryote mit α-Carotin.
Neuere Phylogenien (Stand 2021) fassen die Gattung Prochlorococcus und die marinen Synechococcus in einer Klade „mariner Picocyanobacteria“ (auch „marine SynPro-Gruppe“ genannt) zusammen, deren letzter gemeinsamer Ahn (LGA oder MRCA) vor etwa 414 (340 bis 419) Millionen Jahren gelebt hat. Die Auseinanderentwicklung (Divergenz) dieser Gruppe und der Gattungen Cyanobium, Aphanothece, sowie anderer verwandter Synechococcus-Vertreter wird im späten Ediacarium (vor 571 Millionen Jahren) angenommen.

## Viren

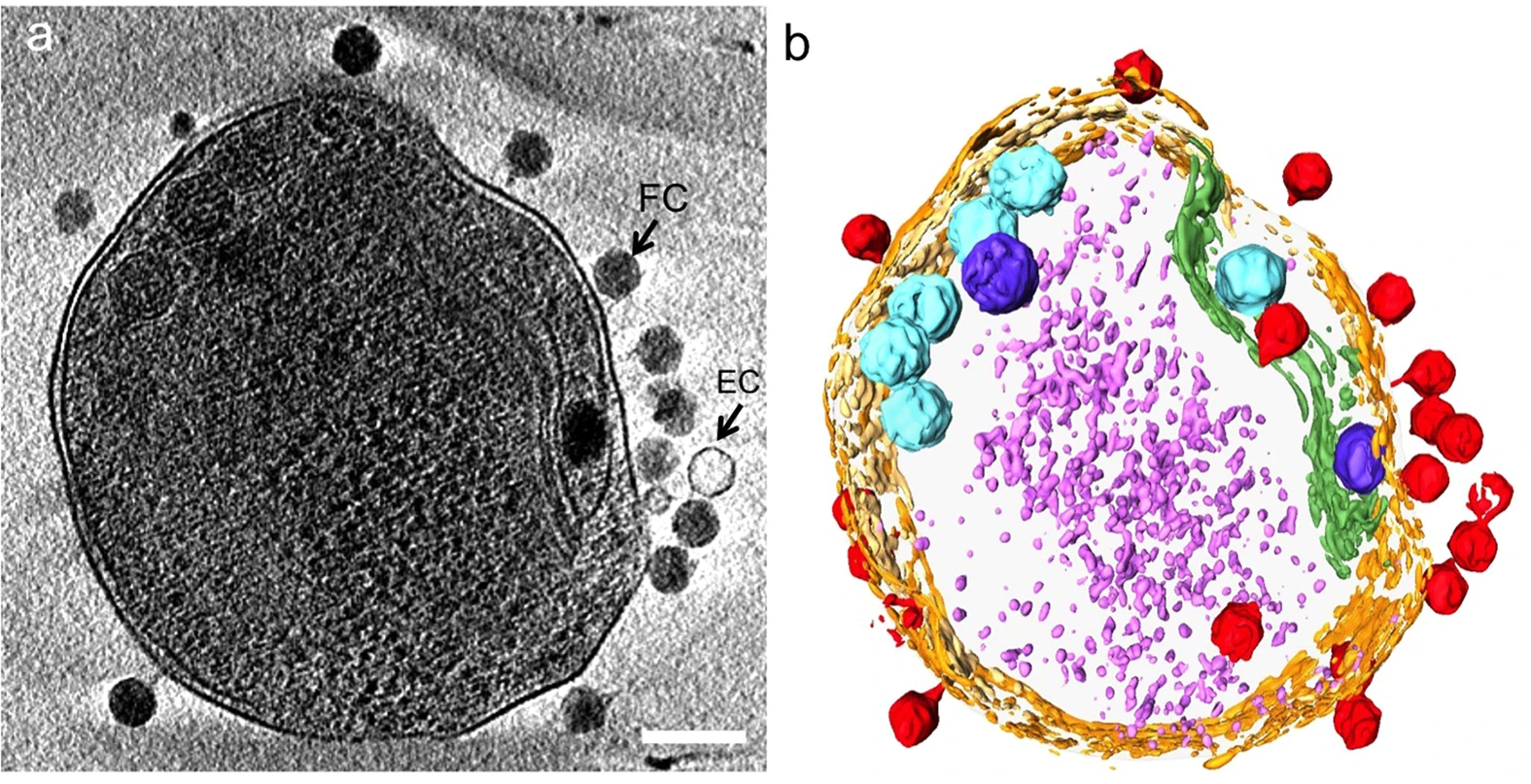
Adsorption von P-SSP7-Phagen (Prochlorococcus virus PSSP7) an Prochlorococcus marinus MED4, visualisiert durch Kryo-ET.

Es gibt eine Reihe bekannter Viren, die Prochlorococcus infizieren, und daher nicht-taxonomisch als Cyanophagen klassifiziert werden.
Die vom International Committee on Taxonomy of Viruses (ICTV) bestätigten Spezies (Stand Januar 2022) gehören den Familien Autographiviridae (Podoviren) und Kyanoviridae (Myoviren) sowie der Gattung  Eurybiavirus (Myoviren) an – alle in der Klasse Caudoviricetes:
- Familie Autographiviridae (Podoviren)

- Gattung Banchanvirus

- Prochlorococcus-Virus SS120-1 (wissenschaftlich Banchanvirus SS1201)

- Gattung Cheungvirus

- Prochlorococcus-Virus NATL1A7 (wiss. Cheungvirus NATL1A7)

- Gattung Lingvirus

- Prochlorococcus-Virus PGSP1 (wiss. Lingvirus PGSP1)

- Gattung Tangaroavirus

- Prochlorococcus-Virus 951510a (wiss. Tangaroavirus tv951510a)
- Prochlorococcus virus NATL2A133 (wiss. Tangaroavirus NATL2A133)
- Prochlorococcus virus PSSP10 (wiss. Tangaroavirus PSSP10)

- Gattung Tiamatvirus

- Prochlorococcus-Virus PSSP7 (wiss. Tiamatvirus PSSP7)

- Gattung Tritonvirus

- Prochlorococcus virus PSSP3 (wiss. Tritonvirus PSSP3)

- Familie Kyanoviridae (Myoviren)

- Gattung Brizovirus

- Prochlorococcus-Virus Syn33 (wiss. Brizovirus syn33)

- Gattung Libanvirus

- Prochlorococcus-Virus PTIM40 (wiss. Libanvirus ptim40)

- Gattung Palaemonvirus

- Prochlorococcus-Virus PSSM7 (wiss. Palaemonvirus pssm7)

- Gattung Ronodorvirus

- Prochlorococcus-Virus PSSM3 (wiss. Ronodorvirus pssm3)
- Prochlorococcus-Virus PSSM4 (wiss. Ronodorvirus pssm4)

- Gattung Salacisavirus

- Prochlorococcus-Virus PSSM2 (wiss. Salacisavirus pssm2)

- Gattung Vellamovirus

- Prochlorococcus-Virus Syn1 (wiss. Vellamovirus syn1)

- Myoviren ohne Familienzuordnung

- Gattung Eurybiavirus

- Prochlorococcus-Virus MED4-213 (wiss. Eurybiavirus MED4213)
- Prochlorococcus-Virus PHM1 (wiss. Eurybiavirus PHM1)
- Prochlorococcus-Virus PHM2 (wiss. Eurybiavirus PHM2)

## Belege
1. 1 2 3  F. Partensky, W. R. Hess, D. Vaulot: Prochlorococcus, a marine photosynthetic prokaryote of global significance, in: Microbiology and Molecular Biology Reviews, Band 63, Nr. 1, 1999, S. 106–127.
2. 1 2  C. Munn: Marine Microbiology: ecology and applications Second Ed. Garland Science, 2011.
3. ↑  Life at the Edge of Sight — Scott Chimileski, Roberto Kolter | Harvard University Press. In: www.hup.harvard.edu. (englisch).
4. 1 2  Thomas M. Smith, Robert L. Smith: Ökologie. Pearson Studium, München 2009; S. 447. ISBN 978-3-8273-7313-7.
5. ↑  G. C. Kettler, A. C. Martiny, K. Huang et al.: Patterns and Implications of Gene Gain and Loss in the Evolution of Prochlorococcus. In: PLOS Genetics. 3. Jahrgang, Nr. 12, Dezember 2007, S. e231, doi:10.1371/journal.pgen.0030231, PMID 18159947, PMC 2151091 (freier Volltext).
6. ↑  N. J. West, D. J. Scanlan: Niche-partitioning of Prochlorococcus in a stratified water column in the eastern North Atlantic Ocean. In: Applied and Environmental Microbiology. 65. Jahrgang, Nr. 6, 1999, S. 2585–2591, doi:10.1128/AEM.65.6.2585-2591.1999, PMID 10347047, PMC 91382 (freier Volltext).
7. ↑  A. C. Martiny, A. Tai, D. Veneziano, F. Primeau, S. Chisholm: Taxonomic resolution, ecotypes and biogeography of Prochlorococcus. In: Environmental Microbiology. 11. Jahrgang, Nr. 4, 1. April 2009, S. 823–832, doi:10.1111/j.1462-2920.2008.01803.x, PMID 19021692.
8. ↑  Paul W. Johnson, John McN. Sieburth: Chroococcoid cyanobacteria in the sea: a ubiquitous and diverse phototrophic biomass. In: Limnology and Oceanography. 24. Jahrgang, Nr. 5, September 1979, S. 928–935, doi:10.4319/lo.1979.24.5.0928, bibcode:1979LimOc..24..928J.
9. ↑  Winfried W. Gieskes, Gijsbert W. Kraay: Unknown chlorophyll a derivatives in the North Sea and the tropical Atlantic Ocean revealed by HPLC analysis. In: Limnology and Oceanography. 28. Jahrgang, Nr. 4, Juli 1983, S. 757–766, doi:10.4319/lo.1983.28.4.0757, bibcode:1983LimOc..28..757G.
10. ↑  Sallie W. Chisholm, Robert J. Olson, Erik R. Zettler, Ralf Goericke, John B. Waterbury, Nicholas A. Welschmeyer: A novel free-living prochlorophyte occurs at high cell concentrations in the oceanic euphotic zone. In: Nature. 334. Jahrgang, Nr. 6180, 1. Juli 1988, S. 340–343, doi:10.1038/334340a0, bibcode:1988Natur.334..340C.
11. ↑  The Crafoord Prize in Biosciences 2019, The Royal Swedish Academy of Sciences
12. ↑  Sallie W. Chisholm, S. L. Frankel, R. Goericke, R. J. Olson, B. Palenik, J. B. Waterbury, L. West-Johnsrud & E. R. Zettler: Prochlorococcus marinus nov. gen. nov. sp.: an oxyphototrophic marine prokaryote containing divinyl chlorophyll a and b. In: Archives of Microbiology. 157. Jahrgang, Nr. 3, 1992, S. 297–300, doi:10.1007/BF00245165.
13. ↑  R. Goericke, D. Repeta: The pigments of Prochlorococcus marinus: the presence of divinyl chlorophyll a and b in a marine prokaryote. In: Limnology and Oceanography. 37. Jahrgang, Nr. 2, 1992, S. 425–433, doi:10.4319/lo.1992.37.2.0425, bibcode:1992LimOc..37..425R.
14. ↑  G. P. Fournier, K. R. Moore, L. T. Rangel, J. G. Payette, L. Momper, T. Bosak: The Archean origin of oxygenic photosynthesis and extant cyanobacterial lineages, Band 288, Nr. 1959, 29. September 2021, doi:10.1098/rspb.2021.0675, PMID 34583585. Siehe insbes. Fig. 2
15. ↑  ICTV: ICTV Master Species List 2020.v1, Email ratification March 2021 (MSL #36)
16. ↑  NCBI: Suche: Prochlorococcus Viren (tendenziell ICTV-bestätigt), und Suche: Prochlorococcus Phagen (tendenziell ICTV-unbestätigt).